# Notts County F.C.
Notts County F.C. er en engelsk fodboldklub fra Nottingham, som spiller i League Two. Den naturlige ærkerival er den anden Nottingham-klub, Nottingham Forest. Klubben har vundet FA Cuppen en gang (i 1894) og spillede i den bedste række i den sidste sæson, hvor den hed 1. division (inden navneskiftet til Premier League). Siden er det gået ned ad bakke og klubben er nu at finde i de lavere divisioner.
Sam Allardyce var manager for klubben i katastrofesæsonen 1995/1996.
Som et kuriosum kan det nævnes, at den italienske storklub FC Juventus' zebrastribede spilledragter netop stammer fra Notts County. Da Torino-klubben i sin tid var på udkig efter nye spilledragter, havde man gennem et engelsk medlem fra Nottingham bestilt Nottingham Forests røde trøjer. Men da man var løbet tør for dem, blev Notts Countys sort-hvid-stribede trøjer i stedet sendt til Torino. Og de har siden været Juventus' legendariske spilledragt. I stedet endte lokalrivalerne Torino Calcio med at spille i røde trøjer.
I 2019 overtog to danske brødre ejerskabet af klubben.

## Spillere
Oversigten er opdateret til og med 31. januar 2019 
| Nr. | Land       | Position | Spiller                      |
| --- | ---------- | -------- | ---------------------------- |
| 1   | England    | MM       | Ross Fitzsimons              |
| 2   | England    | FO       | Matt Tootle                  |
| 3   | Nordirland | FO       | Pierce Bird                  |
| 11  | Holland    | AN       | Enzio Boldewijn              |
| 12  | England    | MI       | Christian Oxlade-Chamberlain |
| 14  | England    | MI       | Andy Kellett                 |
| 15  | England    | AN       | Kane Hemmings                |

| Nr. | Land    | Position | Spiller         |
| --- | ------- | -------- | --------------- |
| 20  | England | MI       | Will Patching   |
| 26  | England | MI       | Mitch Rose      |
| 31  | England | AN       | Sam Osborne     |
| 32  | England | MI       | Alex Howes      |
| 33  | England | AN       | Declan Dunn     |
| 34  | England | AN       | Remaye Campbell |
| 40  | England | MM       | Max Culverwell  |
| 43  | Irland  | MI       | Michael Doyle   |